# Чумерна (връх)
Вижте пояснителната страница за други значения на Чумерна.
Чумерна е връх в Елено-Твърдишкия дял на Средна Стара планина с височина 1536 m.
Намира се източно от Твърдишкия проход. Южните му склонове са стръмни, дълги, прорязани от дълбоки речни долини, а северните са къси, полегати, заети от букови гори. Изграден е от триаски конгломерати, пясъчници и мергели. Има находище на доломити. В по-високата част преобладават ранкери, а по склоновете – кафяви планинско-горски почви. В близост се намира хижа Чумерна.